# Années 80 av. J.-C.
Les années 80 av. J.-C. couvrent les années de 89 av. J.-C. à 80 av. J.-C.

## Événements
- 91-88 av. J.-C. : guerre sociale à Rome[1]. La Lex Plautia Papiria accorde le droit de cité à tous les Italiens au sud du Pô.
- 88-85 av. J.-C. : première guerre de Mithridate[1]. Bataille de Chéronée (86 av. J.-C.). Bataille d'Orchomène.
- 88-87 av. J.-C. : première guerre civile entre Marius et Sylla[1].
- 88-87 av. J.-C. et 85 av. J.-C. : campagnes du roi séleucide Antiochos XII contre les Nabatéens[2].
- 87-86 av. J.-C. : siège et prise d’Athènes par Sylla[1]
- Vers 85 av. J.-C. : les Scythes (Sakas), prennent le Gandhara, au Pakistan actuel. Le roi Maues établit un royaume Indo-Scythes avec Taxila pour capitale[3].
- Entre 85 et 83  av. J.-C. : les Maides (Maedi (en)), les Dardaniens et les Scordisques pillent le sanctuaire de Delphes[4].
- 83-81 av. J.-C. : deuxième guerre de Mithridate[5].
- 83 av. J.-C. : les Séleucides perdent la Syrie du nord au profit de Tigrane II d'Arménie[6].
- 82-79 av. J.-C. : dictature et réformes constitutionnelles de Sylla à Rome[7]. Le culte égyptien d’Isis est attesté à cette époque à Rome par la présence d’un collège des pastophores mentionné par Apulée[8].
- 81 av. J.-C. : le Romain Sertorius s'empare de Tingis (Tanger)[9].

## Personnalités significatives
- Celtill
- Gnaeus Papirius Carbo
- Juba Ier de Numidie
- Lucius Cornelius Cinna
- Lucius Licinius Murena
- Marius
- Mithridate VI
- Sertorius
- Sylla
- Tigrane II d'Arménie